# Анджеј Лепер
Анджеј Збигњев Лепер (пољ. Andrzej Zbigniew Lepper; Стовјенћино, 13. јун 1954 — Варшава, 5. август 2011) је био пољски политичар, председник партије Самоодбрана Републике Пољске, потпредседник пољске Владе и министар пољопривреде.
На парламентарним изборима (2005) Самоодбрана је добила око 13 посто гласова и тиме је постала трећа партија по броју посланика у парламенту и најјача опозициона партија.
Сам Лепер је четири пута био кандидат за председника Републике Пољске, и то 1995. (1,3% гласова), 2000. (3,1% гласова), у октобру 2005, када је забележио највећи успех, освојивши 2.259.094 гласова (15,11%) гласова и заузевши треће место (у другом кругу председничких избора подржао је Леха Качињског) и 2010 (1,28%).
Лепер је добитник Медаље Алберт Швајцер (Albert Schweitzer) за постигнуте резултате у борби за заштиту животиња (2001). Награду му је уручио Роберт Ф. Кенеди Млађи (син Роберта Кенедија) председник Алијансе за очување воде.

## Потпредседник Владе и министар пољопривреде
Маја 2006. године Самоодбрана је ушла у пољску владу и Анджеј Лепер је постао потпредседник Владе Републике Пољске, а истовремено и министар пољопривреде.
Септембра 2006. године у пољској влади дошло је до неслагања око прорачуна буџета за 2007. годину. Лепер и Самоодбрана су инсистирали да буџет буде састављен са већим обзиром на социјалну политику, раднике, пензионере и запослене у науци, школству и здравству. Лепер је више пута јавно поновио да Самоодбрана неће пристати на уступке чак ни по цену изласка из Владе. 22. септембра Премијер Јарослав Качињски је сменио Лепера и остале министре Самоодбране. 16. октобра Јарослав Качињски је позвао Лепера да се врати у Владу, што је он и прихватио.